# Aquila Basket Trento 2016-2017
Questa voce raccoglie le informazioni riguardanti l'Aquila Basket Trento nelle competizioni ufficiali della stagione 2016-2017.

## Stagione
La stagione 2016-2017 dell'Aquila Basket Trento sponsorizzata Dolomiti Energia, è la 3ª nel massimo campionato italiano di pallacanestro, la Serie A.

## Organigramma societario
- Presidente: Luigi Longhi
- Consigliere delegato al business: Diego Cattoni
- General manager: Salvatore Trainotti
- Team manager: Michael Robinson
- Amministrazione: Anna Giordano
- Addetto agli arbitri: Mauro Zavarise
- Responsabile Marketing Commerciale: Andrea Nardelli
- Resp.le tecnico Settore Giovanile: Alessio Marchini

- Allenatore: Maurizio Buscaglia
- Assistenti: Vincenzo Cavazzana, Davide Dusmet
- Preparatore Atletico: Christian Verona
- Medico sociale: Fabio Diana
- Fisioterapista: Giacomo Beccucci
- Massaggiatore: Franco Jachemet

## Roster
Aggiornato al 7 aprile 2017.
| Dolomiti Energia Trento 2016-17 | Dolomiti Energia Trento 2016-17 |
| Giocatori                       | Staff tecnico                   |
| ------------------------------- | ------------------------------- |

| N. | Naz.                                          | Ruolo | Nome                | Anno | Alt.   | Peso   |  |
| -- | --------------------------------------------- | ----- | ------------------- | ---- | ------ | ------ |  |
| 1  | Stati Uniti (bandiera)                        | GA    | Devyn Marble        | 1992 | 198 cm | 91 kg  |  |
| 2  | Stati Uniti (bandiera)                        | GA    | Dominique Sutton    | 1986 | 198 cm | 96 kg  |  |
| 3  | Italia (bandiera)                             | P     | Andrea Bernardi     | 1997 | 193 cm | 83 kg  |  |
| 4  | Stati Uniti (bandiera)                        | P     | Aaron Craft         | 1991 | 188 cm | 85 kg  |  |
| 6  | Stati Uniti (bandiera)                        | C     | Johndre Jefferson   | 1988 | 207 cm | 102 kg |  |
| 8  | Italia (bandiera)                             | AC    | Filippo Baldi Rossi | 1991 | 207 cm | 97 kg  |  |
| 9  | Italia (bandiera)                             | G     | Riccardo Moraschini | 1991 | 194 cm | 91 kg  |  |
| 10 | Argentina (bandiera) · Italia (bandiera)      | P     | Andrés Forray (C)   | 1986 | 187 cm | 87 kg  |  |
| 12 | Italia (bandiera)                             | G     | Diego Flaccadori    | 1996 | 193 cm | 80 kg  |  |
| 14 | Italia (bandiera)                             | AG    | Isacco Lovisotto    | 1998 | 205 cm | 93 kg  |  |
| 15 | Portogallo (bandiera)                         | AP    | Bétinho Gomes       | 1985 | 201 cm | 100 kg |  |
| 22 | Stati Uniti (bandiera)                        | AC    | Dustin Hogue        | 1992 | 198 cm | 100 kg |  |
| 23 | Stati Uniti (bandiera)                        | GA    | David Lighty        | 1988 | 195 cm | 98 kg  |  |
| 25 | Italia (bandiera)                             | C     | Luca Lechthaler     | 1986 | 206 cm | 105 kg |  |
| 31 | Stati Uniti (bandiera) · Danimarca (bandiera) | A     | Shavon Shields      | 1994 | 201 cm | 97 kg  |  |
| -  | Romania (bandiera) · Italia (bandiera)        | P     | Mark Czumbel        | 2000 |        |        |  |
| -  | Italia (bandiera)                             | GA    | Luca Conti          | 2000 | 195 cm | 87 kg  |  |

| Allenatore                                                                                       |
| - Maurizio Buscaglia                                                                             |
| Assistente/i                                                                                     |
| - Vincenzo Cavazzana - Davide Dusmet Legenda - (C) Capitano - (IN) Inattivo - Infortunato Roster |

## Mercato

### Sessione estiva
| Acquisti | Acquisti            | Acquisti         | Acquisti   | Acquisti |
| R.       | Nome                | da               | Modalità   |          |
| -------- | ------------------- | ---------------- | ---------- | -------- |
| C        | Johndre Jefferson   | Torku Konyaspor  | definitivo |          |
| P        | Aaron Craft         | S.C. Warriors    | definitivo |          |
| AG       | Dustin Hogue        | Neas Kīfisias    | definitivo |          |
| G        | Riccardo Moraschini | Pall. Mantovana  | definitivo |          |
| G        | David Lighty        | ASVEL            | definitivo |          |
| AP       | Bétinho Gomes       | Andorra          | definitivo |          |
| AG       | Isacco Lovisotto    | Universo Treviso | definitivo |          |

| Cessioni | Cessioni         | Cessioni        | Cessioni       | Cessioni |
| R.       | Nome             | a               | Modalità       |          |
| -------- | ---------------- | --------------- | -------------- | -------- |
| P        | Will Cummings    | Aris Salonicco  | fine contratto |          |
| C        | Julian Wright    | Trabzonspor     | fine contratto |          |
| AP       | Johan Löfberg    | Oviedo          | fine contratto |          |
| GA       | Dominique Sutton | Ulma            | fine contratto |          |
| P        | Giuseppe Poeta   | Auxilium Torino | fine contratto |          |
| C        | Jared Berggren   | Brescia         | fine contratto |          |
| G        | Trent Lockett    | Real Betis      | fine contratto |          |
| G        | Jamarr Sanders   | Free agent      | fine contratto |          |
| AG       | Davide Pascolo   | Olimpia Milano  | fine contratto |          |

### Dopo l'inizio della stagione
| Acquisti | Acquisti         | Acquisti          | Acquisti        | Acquisti   |
| R.       | Nome             | da                | Data            | Modalità   |
| -------- | ---------------- | ----------------- | --------------- | ---------- |
| GA       | Dominique Sutton | Nancy             | 11 gennaio 2017 | definitivo |
| GA       | Devyn Marble     | Aris Salonicco    | 17 gennaio 2017 | definitivo |
| A        | Shavon Shields   | Skyl. Francoforte | 9 aprile 2017   | prestito   |

| Cessioni | Cessioni          | Cessioni       | Cessioni         | Cessioni                |
| R.       | Nome              | a              | Data             | Modalità                |
| -------- | ----------------- | -------------- | ---------------- | ----------------------- |
| C        | Johndre Jefferson | Free agent     | 6 gennaio 2017   | risoluzione consensuale |
| G        | David Lighty      | Dinamo Sassari | 24 febbraio 2017 | risoluzione consensuale |
| GA       | Devyn Marble      | Free agent     | 7 aprile 2017    | risoluzione consensuale |

## Risultati

### Serie A

#### Regular season

##### Girone di andata
| Arbitri: | Seghetti (Livorno) Di Francesco (Teramo) Grigioni (Roma) |

|                                                |            |                                  |
| Flaccadori 14 Hogue 13 Craft, Forray, Lighty 9 | Punti      | Johnson 20 Pilepić 19 Dowdell 13 |
| Craft, Lighty 3                                | Assist     | 7 Dowdell                        |
| Gomes 9                                        | Rimbalzi   | 10 Johnson                       |
| Maurizio Buscaglia                             | Allenatori | Kyryll Bol'šakov                 |

##### Girone di ritorno
| Desio 30 aprile 2017, ore 18:15 14ª giornata | Pall. Cantù | – | Aquila Trento | PalaDesio |

## Statistiche

### Statistiche di squadra
Aggiornate al 10 gennaio 2017.
| Competizione | Punti | In casa | In casa | In casa | In casa | In casa | In trasferta | In trasferta | In trasferta | In trasferta | In trasferta | Totale | Totale | Totale | Totale | Totale | Totale |
| Competizione | Punti | G       | V       | P       | Ptf     | Pts     | G            | V            | P            | Ptf          | Pts          | G      | V      | P      | Ptf    | Pts    | Diff.  |
| ------------ | ----- | ------- | ------- | ------- | ------- | ------- | ------------ | ------------ | ------------ | ------------ | ------------ | ------ | ------ | ------ | ------ | ------ | ------ |
| Serie A      | 12    | 7       | 3       | 4       | 551     | 548     | 8            | 3            | 5            | 575          | 591          | 15     | 6      | 9      | 1.126  | 1.139  | -13    |
| Totale       | 12    | 7       | 3       | 4       | 644     | 548     | 8            | 3            | 5            | 575          | 591          | 15     | 6      | 9      | 1.126  | 1.139  | -13    |

### Statistiche dei giocatori

#### In campionato
Aggiornate al 10 gennaio 2017.
| Nome             | G | Pun | Min | Falli | Falli | Tiri da 2 | Tiri da 2 | Tiri da 2 | Tiri da 3 | Tiri da 3 | Tiri da 3 | Tiri Liberi | Tiri Liberi | Tiri Liberi | Rimbalzi | Rimbalzi | Rimbalzi | Stop | Stop | Palle | Palle | Ass | Val | OER   | +/- |
| Nome             | G | Pun | Min | C     | S     | R         | T         | %         | R         | T         | %         | R           | T           | %           | O        | D        | T        | D    | S    | P     | R     | Ass | Val | OER   | +/- |
| ---------------- | - | --- | --- | ----- | ----- | --------- | --------- | --------- | --------- | --------- | --------- | ----------- | ----------- | ----------- | -------- | -------- | -------- | ---- | ---- | ----- | ----- | --- | --- | ----- | --- |
| David Lighty     | 0 | 0   | 0   | 0     | 0     | 0         | 0         | 0.0       | 0         | 0         | 0.0       | 0           | 0           | 0.0         | 0        | 0        | 0        | 0    | 0    | 0     | 0     | 0   | 0   | 0.000 | 0   |
| Diego Flaccadori | 0 | 0   | 0   | 0     | 0     | 0         | 0         | 0.0       | 0         | 0         | 0.0       | 0           | 0           | 0.0         | 0        | 0        | 0        | 0    | 0    | 0     | 0     | 0   | 0   | 0.000 | 0   |